# NGC 275
NGC 275 ist eine Balken-Spiralgalaxie vom Hubble-Typ SBcd/P im Sternbild Walfisch südlich der Ekliptik. Sie ist schätzungsweise 81 Millionen Lichtjahre von der Milchstraße entfernt und hat einen Durchmesser von etwa 35.000 Lichtjahren. Vom Sonnensystem aus entfernt sich die Galaxie mit einer errechneten Radialgeschwindigkeit von näherungsweise 1.700 Kilometern pro Sekunde. Gemeinsam mit NGC 274 bildet sie das wechselwirkende Galaxienpaar Arp 140 oder Holm 26.
Halton Arp gliederte seinen Katalog ungewöhnlicher Galaxien nach rein morphologischen Kriterien in Gruppen. Diese Galaxie gehört zu der Klasse Elliptischer Galaxien mit ausströmenden Material (Arp-Katalog).
Sie ist Teil der 42 Mitglieder zählenden Lyons Groups of Galaxies LCC 27 um NGC 507. Im selben Himmelsareal befinden sich unter anderem die Galaxien NGC 273, PGC 96284, PGC 1022950, PGC 1024482.
Das Objekt wurde am 9. Oktober 1828 von dem britischen Astronomen John Herschel entdeckt.